# Caldwell (Kansas)
Caldwell is een plaats (city) in de Amerikaanse staat Kansas, en valt bestuurlijk gezien onder Sumner County.

## Demografie
Bij de volkstelling in 2000 werd het aantal inwoners vastgesteld op 1284.
In 2006 is het aantal inwoners door het United States Census Bureau geschat op 1192, een daling van 92 (-7,2%).

## Geografie
Volgens het United States Census Bureau beslaat de plaats een oppervlakte van
2,8 km², geheel bestaande uit land. Caldwell ligt op ongeveer 348 m boven zeeniveau.

## Plaatsen in de nabije omgeving
De onderstaande figuur toont nabijgelegen plaatsen in een straal van 28 km rond Caldwell.